# Redan (Geòrgia)
Redan és una concentració de població designada pel cens dels Estats Units a l'estat de Geòrgia. Segons el cens del 2000 tenia 33.841 habitants.

## Demografia
Segons el cens del 2000, Redan tenia 33.841 habitants, 11.748 habitatges, i 8.517 famílies. La densitat de població era de 1.368,2 habitants/km².
Dels 11.748 habitatges en un 44,6% hi vivien nens de menys de 18 anys, en un 42,4% hi vivien parelles casades, en un 24,9% dones solteres, i en un 27,5% no eren unitats familiars. En el 21,4% dels habitatges hi vivien persones soles l'1,3% de les quals corresponia a persones de 65 anys o més que vivien soles. El nombre mitjà de persones vivint en cada habitatge era de 2,88 i el nombre mitjà de persones que vivien en cada família era de 3,35.
Per edats la població es repartia de la següent manera: un 31,8% tenia menys de 18 anys, un 8,9% entre 18 i 24, un 38,1% entre 25 i 44, un 18,1% de 45 a 60 i un 3,1% 65 anys o més.
L'edat mediana era de 30 anys. Per cada 100 dones de 18 o més anys hi havia 77,2 homes.
La renda mediana per habitatge era de 91.564 $ i la renda mediana per família de 56.021 $. Els homes tenien una renda mediana de 76.115 $ mentre que les dones 61.166 $. La renda per capita de la població era de 200.316 $. Entorn del 4,1% de les famílies i el 5,5% de la població estaven per davall del llindar de pobresa.

## Poblacions més properes
El següent diagrama mostra les poblacions més properes.